# 藪司郎
藪 司郎（やぶ しろう、1943年 - ）は、日本のビルマ語学者。大阪大学名誉教授。1982年に大阪外国語大学ビルマ語学科に助教授として着任し、2009年まで務めた。2013年に大阪大学の名誉教授となった。

## 主な著作

### 論文
- 藪 司郎「ビルマ語における数の範疇について: 複数助詞の用法を中心に」『東南アジア研究』第7巻第4号、京都大学東南アジア地域研究研究所、1970年3月31日、504-526頁、doi:10.20495/tak.7.4_504、hdl:2433/55601、NAID 110000201958、OCLC 957808239、国立国会図書館書誌ID:237003。
- 藪 司郎「日本におけるビルマ語研究について」『アジア・アフリカ言語文化研究』第3号、東京外国語大学アジア・アフリカ言語文化研究所、1970年7月25日、230-246頁、hdl:10108/21609、NAID 120000997409、OCLC 701289447、国立国会図書館書誌ID:252760。
- 藪 司郎「ビルマ語の「名詞+動詞」の慣用表現について」『鹿児島大学史録』第6号、鹿児島大学教養部史学教室、1973年10月、169-181頁、NAID 40000464378、国立国会図書館書誌ID:403633。
- 藪 司郎「ビルマ語ヨー方言の資料」『アジア・アフリカ言語文化研究』第19号、東京外国語大学アジア・アフリカ言語文化研究所、1980年8月30日、164-182頁、hdl:10108/21683、NAID 120000997306、OCLC 701289472、国立国会図書館書誌ID:2230863。
- 藪 司郎「ビルマ語タウンヨウ方言の資料」『アジア・アフリカ言語文化研究』第21号、東京外国語大学アジア・アフリカ言語文化研究所、1981年3月31日、154-187頁、hdl:10108/21692、NAID 120000997415、OCLC 701288844、国立国会図書館書誌ID:2238420。
- 藪 司郎「ビルマ語ダヌ方言の会話テキスト」『アジア・アフリカ言語文化研究』第22号、東京外国語大学アジア・アフリカ言語文化研究所、1981年10月31日、124-138頁、hdl:10108/21696、NAID 120000997351、OCLC 701288935、国立国会図書館書誌ID:2238424。
- Yabu, Shirō (2014). “Professor Nishida, Tatsuo and the study of Tibeto-Burman languages”. Memoirs of the research department of the Toyo Bunko (72):  179-205.

### 書籍
- 藪 司郎『アツィ語基礎語彙集』東京外国語大学アジア・アフリカ言語文化研究所〈アジア・アフリカ基礎語彙集シリーズ, 13〉、1982年3月。 NCID BN09371302。OCLC 1074456908。全国書誌番号:93063721。
- Yabu, Shirō (1987). “The Lashi Language of Burma: a brief description”. Burma and Japan: basic studies on their cultural and social structure. Tokyo: Toyota Foundation. pp. 47-53. OCLC 66898176
- Yabu, Shirō (1988). “A preliminary report on the study of the Maru, Lashi and Atsi languages of Burma”. In Ishizawa, Yoshiaki. Historical and cultural studies in Burma. Tokyo: Institute of Asian Studies, Sophia University. pp. 65-132
- 藪 司郎 著、崎山理 編『アジアの諸言語と一般言語学』三省堂、1990年9月、124-141頁。ASIN 4385352658。ISBN 4385352658。 NCID BN05164940。OCLC 674767672。全国書誌番号:90054300。
- 河野 六郎 編『世界文字辞典』 別巻、三省堂〈言語学大辞典〉、2001年。ASIN 4385151776。ISBN 978-4-385-15177-9。 NCID BA53521639。OCLC 675578494。全国書誌番号:20205746。
  - 藪 司郎「ミャゼディ文字」。
  - 藪司郎「ピュー文字」。

### 科学研究費補助金研究成果報告書
- Yabu, Shirō 著「The distribution of minority languages, together with their change, in Burma and its adjacent areas」、池田 巧 編『論集：東・東南アジアの少数言語の現地調査』大阪学院大学情報学部、2001年、19-26頁。
- Yabu, Shirō『消滅の危機に瀕したビルマのポン語』大阪外国語大学、2003年。 NCID BA76883559。OCLC 652170196。
- 藪 司郎『古ビルマ語資料におけるミャゼディ碑文〈1112年〉の古ビルマ語』大阪外国語大学、2006年3月。 NCID BA89292613。OCLC 318875447。国立国会図書館書誌ID:000008377245。